# Bann (flod)
Bann (iriska: An Bhanna) är Nordirlands längsta flod. Floden delas in i två delar av sjön Lough Neagh. Den övre delen av floden rinner från Mournebergen ned i sjön, medan nedre Bann rinner från sjön ut i havet vid Coleraine. Flodens totala längd är omkring 129 kilometer.